# Algoritm
În matematică și informatică un algoritm (cuvântul are ca origine numele matematicianului persan Al-Khwarizmi) este o metodă (procedură de calcul) în care se prezintă pașii sau operațiile elementare necesare pentru rezolvarea unei probleme sau categorii de probleme. De obicei algoritmii se implementează în mod concret prin programarea adecvată a unui calculator, sau a mai multora. Din diverse motive există și algoritmi încă neimplementați, teoretici.
Un algoritm este un ansamblu de simboluri și de operatori, folosiți în matematică și în logică, permițând găsirea în mod automat (prin calcul) a unor rezultate.
Algoritmul este noțiunea centrală a informaticii. Totul este construit în jurul algoritmilor (și a structurilor de date, cum ar fi listele sau grafurile). 
Este și un concept central al matematicii moderne alături de cel de sistem axiomatic.
Câteva exemple de algoritmi:
- algoritmul lui Euclid;
- algoritmul de rezolvare a unei ecuații algebrice de gradul doi;
- algoritmul de explorare a unui labirint în vederea găsirii unei ieșiri (una din soluții: se ține o mână pe perete și se merge fără a o dezlipi de acesta);
- algoritmul de fabricare a unui automobil (urmărind procedeele și schițele de fabricație);
- algoritmul de folosire a unei mașini-unelte (citind manualul de folosire);

- algoritmul (ordinea operațiilor, sau „check list”) la decolarea unui avion. Ultimele trei exemple de algoritm desigur nu țin în mod direct de domeniul matematicii sau informaticii.

## Proprietăți
Cele mai importante proprietăți ale unui algoritm, îndeplinite de diverșii algoritmi într-o măsură mai mare sau mai mică, sunt următoarele:
- Corectitudinea - este proprietatea algoritmului de a furniza o soluție corectă a problemei date. În acest sens este de dorit ca algoritmii să se bazeze pe fapte sau relații matematice demonstrabile.
- Caracterul univoc sau determinist - plecând de la un set de date inițial anume, rezultatul este unic, sau altfel spus, repetarea execuției algoritmului duce întotdeauna la aceleași rezultate.
- Generalitatea - este proprietatea unui algoritm de a rezolva o clasă sau categorie de probleme, și nu doar o singură problemă particulară. Spre exemplu, un algoritm care rezolvă doar ecuația {\displaystyle x^{2}+5x-6=0} este mai puțin general decât unul care rezolvă o ecuație algebrică de gradul al doilea {\displaystyle ax^{2}+bx+c=0}, oricare ar fi valorile pentru {\displaystyle a,b,c}.
- Claritatea - proprietatea algoritmului de a descrie cu exactitate și fără ambiguități pașii care trebuie parcurși în rezolvarea problemei.
- Verificabilitatea - acea proprietate a algoritmilor care permite ca fiecare pas să poată fi verificat într-un timp rezonabil de către om, folosind mijloace de validare bine stabilite.
- Optimalitatea - proprietatea unui algoritm de a se termina după un număr minim de pași. De exemplu, dacă se cere să se calculeze suma primelor 'n' numere naturale, se poate aplica formula de calcul, și astfel algoritmul se termină într-un singur pas, pe când dacă se adună toate numerele de la 1 la n, el s-ar termina abia în n pași, și deci nu ar fi optim. În teoria complexității se folosește notația O(n).
- Finitudinea - este proprietatea algoritmului de a se termina într-un număr finit de pași. Există și algoritmi care nu se termină într-un număr mărginit de pași, dar aceștia se numesc "metode algoritmice".
- Eficiența - este proprietatea unui algoritm de a se termina nu numai într-un număr finit, ci și "rezonabil" de pași, chiar dacă acesta nu este cel mai mic posibil (nu este optim). Algoritmul este ineficient și dacă rezultatul se obține într-un timp mai lung decât cel dorit sau permis.
- Existența unei intrări (datele de prelucrat). Întrucât operatorii se aplică unui operand (sau și mai multor operanzi deodată), este de neconceput un algoritm fără niciun operand. Intrările permise formează împreună o mulțime specific de obiecte sau valori, care se numește "domeniul" algoritmului.
- Existența unei ieșiri (rezultatele). Este de neconceput un algoritm care nu are nicio ieșire, deoarece în acest caz intră în discuție însăși utilitatea sa.

## Clasificări
În funcție de modul de implementare, un algoritm poate fi:
- recursiv - face uz de sine, în mod repetat
- iterativ (repetitiv)
- serial sau paralel
- determinist sau aleatoriu (probabilistic)
- exact sau aproximativ

În funcție de paradigma utilizată, ei pot fi:
- algoritmi backtracking
- algoritmi de gen divide et impera
- algoritmi de programare dinamică
- algoritmi de tip greedy
- algoritmi probabilistici, genetici, euristici ș.a.